# Guillermo Cañas
Guillermo Cañas (* 25. listopad 1977 Buenos Aires) je argentinský profesionální tenista. V roce 2005 byl na dva roky diskvalifikován za užívání dopingu.

## Finále na turnajích ATP (18)

### Dvouhra - výhry (7)
| Č. | Datum             | Turnaj                    | Povrch | Soupeř ve finále    | Výsledek            |
| 1. | 15. duben 2001    | Casablanca, Maroko        | antuka | Tommy Robredo       | 7-5 6-2             |
| 2. | 6. leden 2002     | Čennaj, Indie             | tvrdý  | Paradorn Srichaphan | 6-4 7-62            |
| 3. | 4. srpen 2002     | Montreal, Kanada          | tvrdý  | Andy Roddick        | 6-4 7-5             |
| 4. | 18. červenec 2004 | Stuttgart, Německo        | antuka | Gastón Gaudio       | 5-7 6-2 6-0 1-6 6-3 |
| 5. | 25. červenec 2004 | Umag, Chorvatsko          | antuka | Filippo Volandri    | 7-5 6-3             |
| 6. | 3. říjen 2004     | Šanghaj, Čína             | tvrdý  | Lars Burgsmüller    | 6-1 6-0             |
| 7. | 18. únor 2007     | Costa Do Sauipe, Brazílie | antuka | Juan Carlos Ferrero | 7-64 6-2            |

### Dvouhra - prohry (9)
| Č. | Datum             | Turnaj                      | Povrch | Soupeř ve finále  | Výsledek            |
| 1. | 25. duben 1999    | Orlando, USA                | antuka | Magnus Norman     | 0-6 3-6             |
| 2. | 24. červenec 2001 | 's-Hertogenbosch, Holandsko | tráva  | Lleyton Hewitt    | 3-6 4-6             |
| 3. | 22. červenec 2001 | Stuttgart, Německo          | antuka | Gustavo Kuerten   | 3-6 2-6 4-6         |
| 4. | 14. říjen 2001    | Vídeň, Rakousko             | tvrdý  | Tommy Haas        | 2-6 6-76 4-6        |
| 5. | 14. duben 2002    | Casablanca, Maroko          | antuka | Younes El Aynaoui | 6-3 3-6 2-6         |
| 6. | 21. červenec 2002 | Stuttgart, Německo          | antuka | Michail Južnyj    | 3-6 6-3 6-3 4-6 4-6 |
| 7. | 17. říjen 2004    | Vídeň, Rakousko             | tvrdý  | Feliciano López   | 4-6 6-1 5-7 6-3 5-7 |
| 8. | 25. březen 2007   | Miami, USA                  | tvrdý  | Novak Đoković     | 3-6 2-6 4-6         |
| 9. | 29. duben 2007    | Barcelona, Španělsko        | antuka | Rafael Nadal      | 3-6 4-6             |

### Čtyřhra - výhry (2)
| Č. | Datum             | Turnaj             | Povrch | Partner          | Soupeři ve finále             | Výsledek     |
| 1. | 29. srpen 1999    | Boston, USA        | tvrdý  | Martín García    | Marius Barnard T.J. Middleton | 5-7 7-62 6-3 |
| 2. | 22. červenec 2001 | Stuttgart, Německo | antuka | Rainer Schüttler | Michael Hill Jeff Tarango     | 4-6 7-61 6-4 |

## Davisův pohár
Guillermo Cañas se zúčastnil 9 zápasů v Davisově poháru za tým Argentiny.
Bilance dvouhra 5-2
Bilance čtyřhra 3-2